# Reabokoneve, Arbuzînka
Reabokoneve (în ucraineană Рябоконеве) este o comună în raionul Arbuzînka, regiunea Mîkolaiiv, Ucraina, formată numai din satul de reședință.

## Demografie
Componența lingvistică a comunei Reabokoneve
     Ucraineană (83,82%)
     Română (12,18%)
     Rusă (2,94%)
     Alte limbi (0,84%)
Conform recensământului din 2001, majoritatea populației comunei Reabokoneve era vorbitoare de ucraineană (83,82%), existând în minoritate și vorbitori de română (12,18%) și rusă (2,94%).